# Aeonium aureum
Aeonium aureum ist eine  Pflanzenart aus der Gattung der Aeonium und gehört zur Familie der Dickblattgewächse (Crassulaceae).

## Beschreibung

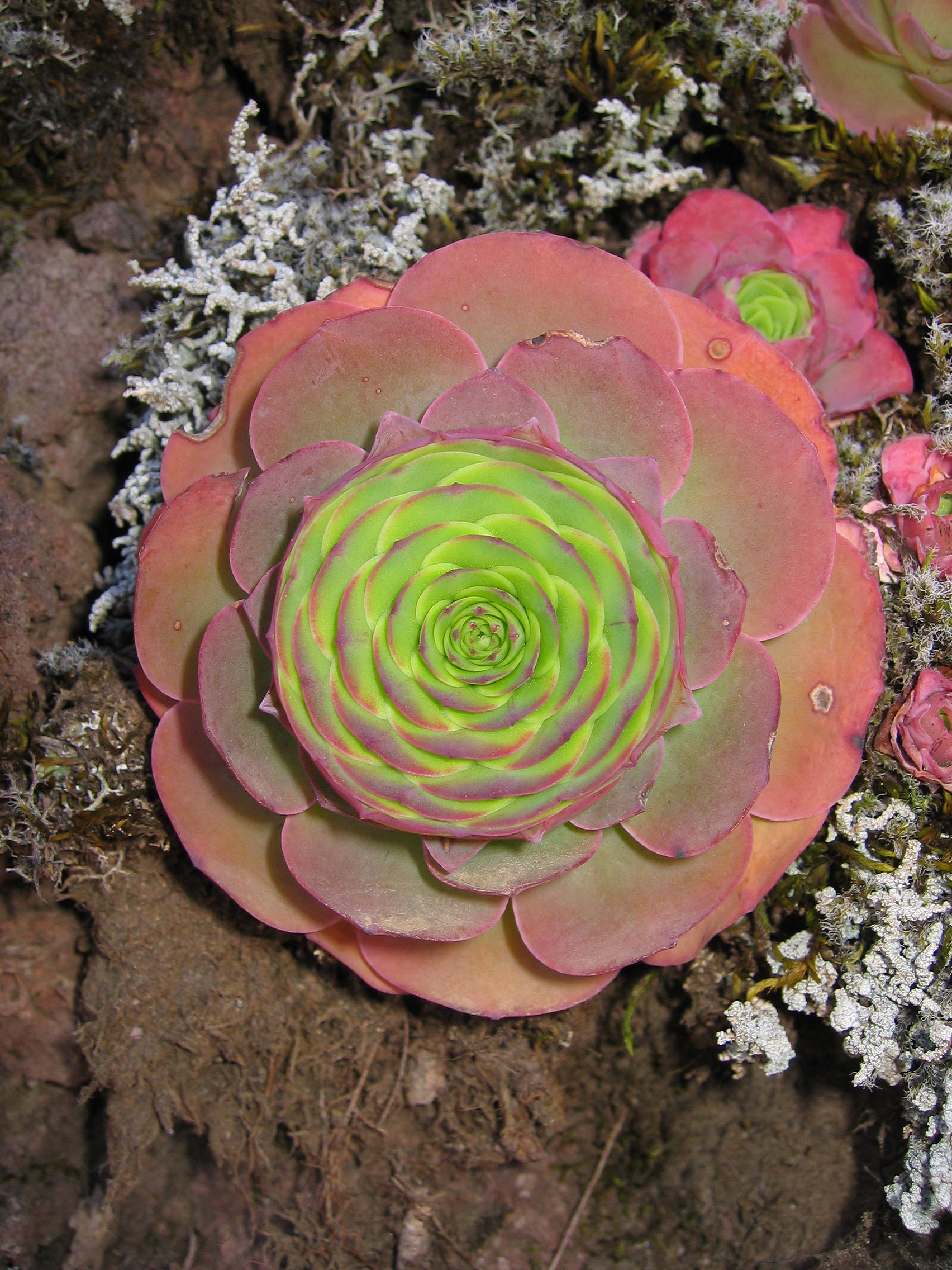
Blattrosette von oben

Die sukkulente Pflanze erreicht eine Wuchshöhen zwischen 30 und 45 Zentimetern. Die Blattrosette wird zwischen 8 und 15 Zentimetern breit und weist oft Tochterrosetten auf. Die Rosette wird von fleischigen, spatel- oder keilförmigen Blättern gebildet, die am Ende eingezogen oder bespitzt sind. Diese werden 4 bis 10 Zentimetern lang, sind graugrün mit rötlichen oder blaugrünen Tönen. Die Blattränder besitzen im Unterschied zu Aeonium diplocyclum keine Wimpern. Der Blütenstängel, an dessen Ende sich zahlreiche gelbe Blüten entwickeln, besitzt ebenfalls schuppenförmig gestellte Blätter. Die Blüte besteht aus 28 bis 32 Kronblättern.

## Vorkommen
Aeonium aureum wächst nur auf den Kanarischen Inseln, mit Ausnahme von Lanzarote und Fuerteventura. Als Standort werden Felswände und auch Hausdächer bevorzugt. Sie kommt in Höhenlagen bis 2000 Meter vor.